# Can Soler de Roset
Can Soler de Roset és una masia de Pontons (Alt Penedès) inclosa a l'Inventari del Patrimoni Arquitectònic de Catalunya.
La masia és a la part alta del terme, en una plana de conreu. És de planta rectangular i coberta a dos vessants i consta de planta baixa, un pis i golfes. Té contraforts laterals, portal adovellat i finestres allindades amb marc i ampits de pedra. El conjunt presenta baluard perimetral, cossos adossats i pallissa amb portal adovellat.
A la façana hi ha una inscripció de la data del 1789.